# Historia de la decadencia y caída del Imperio romano
La Historia de la decadencia y caída del Imperio romano (en inglés original, The History of the Decline and Fall of the Roman Empire, conocida popularmente como el Decline and Fall) es una obra histórica escrita entre 1776 y 1789 por el historiador británico Edward Gibbon (1737-1794).
En el Decline and Fall, Gibbon analiza la historia del Imperio Romano en el período comprendido entre su apogeo en el siglo II y el colapso del Imperio Romano de Occidente en 476, y desde el siglo V hasta la disolución definitiva del Imperio de Oriente con la caída de Constantinopla en 1453. 
En la obra, Gibbon defiende que el colapso final del Imperio Romano se debió a las grandes transformaciones ocurridas durante los cuatrocientos años de historia imperial Romana, en los que pasó de estar gobernada por un régimen republicano, a uno de constitución 'mixta' durante el Alto Imperio, hasta convertirse en una autocracia durante el Bajo Imperio. Entre todas estas transformaciones, Gibbon identificó la cristianización del Imperio como la más crucial pues, según él, la ideología pacifista del Cristianismo minó el espíritu de lucha del ejército romano, y su teología difundió una superstición que socavó el racionalismo de la cultura clásica. Esta tesis decadentista, que abiertamente culpaba al cristianismo de la caída de Roma, causó gran polémica.
El Decline and Fall está considerado como una de los mayores logros literarios del siglo XVIII, y como uno de los libros de historia más influyentes de todos los tiempos. Aunque sus tesis quedan al margen de la historiografía actual, el Decline and Fall es todavía usado para recabar referencias históricas del período en cuestión, y gran parte del debate concerniente a la caída del Imperio Romano sigue centrado en el marco teórico surgido a raíz de los trabajos de Gibbon. El Decline and Fall está considerada como una crítica argumentada y juiciosa sobre la fragilidad de la condición humana, y es una obra clave para entender tanto la literatura inglesa del siglo XVIII como los debates intelectuales de la Ilustración.

## Introducción
La Historia de la decadencia y caída del Imperio romano narra la historia del Imperio romano en el período comprendido entre la muerte del emperador Marco Aurelio y la caída de Constantinopla (entre los años 180 y 1453), y concluye con una retrospectiva de la ciudad de Roma en 1590. Aparte de describir los hechos históricos que acontecieron durante esos más de mil años, el libro aborda las causas que condujeron a la disolución del Imperio romano tanto en Occidente como en Oriente, ofreciendo una de las primeras teorías explicativas de por qué cayó el Imperio romano. Según Gibbon, el Imperio Romano sucumbió a las invasiones bárbaras en buena medida debido a la continuada pérdida de virtudes cívicas de sus ciudadanos.
La obra destaca por su detallado y pionero empleo de las fuentes históricas y por su precisión, lo que hace que Gibbon sea considerado como el primer historiador moderno de la Antigua Roma. Su enfoque objetivo y el preciso y exigente empleo de las fuentes históricas hicieron que Gibbon fuera tomado como modelo metodológico por los historiadores de los siglos XIX y XX.
La obra está escrita con un característico estilo dieciochesco, preciso, elegante y formal, muy propio de una época dominada por el crítico, poeta y lexicógrafo Samuel Johnson; efectivamente, James Boswell señaló, ya en 1789, la profunda influencia del estilo del Samuel Johnson en la redacción de la Historia de la decadencia y caída del Imperio romano. Su refinado estilo literario convirtieron a Gibbon en un ejemplo a imitar, y la influencia de la obra se extiende más allá de la historiografía hacia la literature. Por ejemplo Winston Churchill afirmó: «Empecé el Decline and Fall (y) fui inmediatamente dominado tanto por la historia como por el estilo. Devoré a Gibbon. Lo seguí triunfalmente de principio a fin». Más tarde, en sus propios escritos tendería a imitar el estilo de su prosa.
En su autobiografía, Memorias de mi vida y escritos, Gibbon relata cómo la redacción de dicha obra prácticamente se convirtió en su vida; Gibbon comparó la publicación de su Decline and Fall a dar a luz a un niño. Su proceso de redacción fue muy laborioso, al requerir la revisión de un sinnúmero de materiales frecuentemente muy oscuros o de difícil interpretación. Gibbon trabajaba así: «doy forma a un párrafo entero de la nada, repetirlo en voz alta, memorizarlo, pero suspender la acción de la pluma hasta que hubiera dado a la obra sus últimos toques». El propio Gibbon señaló una cierta diferencia de estilo entre los distintos volúmenes que componían su obra: el primero era, en su opinión, «un poco tosco y elaborado", el segundo y el tercero «maduraron en naturalidad y precisión», mientras que en los tres últimos, compuestos en su mayor parte en Lausana, temía que «el uso constante de hablar en una lengua y escribir en otra infundiera una cierta mezcla de modismos galos».

### Historia editorial

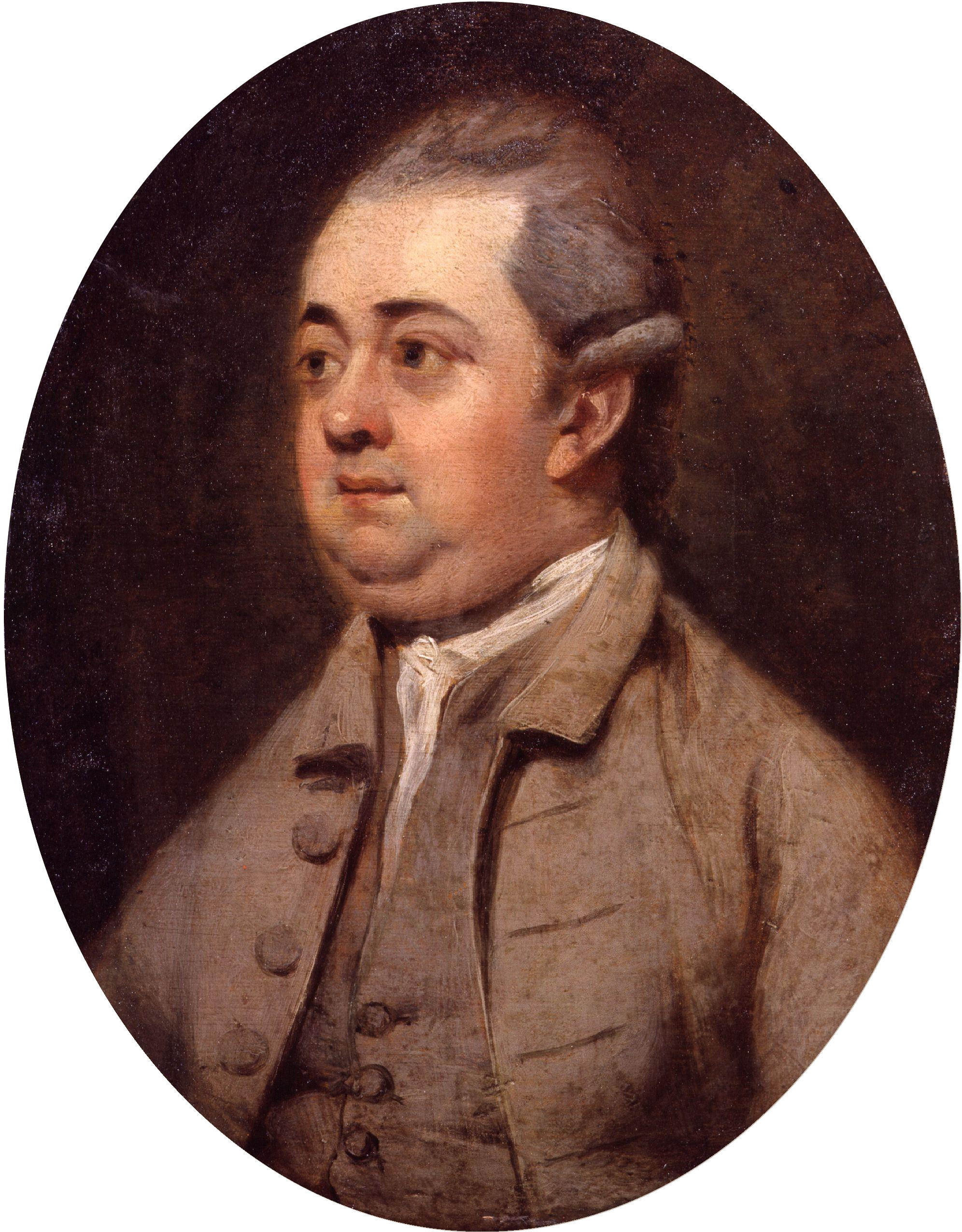
Edward Gibbon, por Henry Walton.

Gibbon escribió la obra en dos fases entre 1772 y 1789. Durante la primera fase, entre 1772 y 1776, Gibbon compuso el Libro I y recopiló material para los Libros II y III, que publicó en 1781. Estos tres libros abordan la historia del Bajo Imperio Romano desde el reinado de Marco Aurelio en 180 hasta la caída de Roma en el 476 y la muerte de Julio Nepote en 480.
El primer volumen de la obra tuvo un enorme éxito de crítica y público. Alabado públicamente por David Hume y Adam Smith, durante el año de 1777 la obra tuvo tres ediciones más, y continuó reimprimiéndose anualmente durante muchos años. Su éxito estuvo ayudado tanto por el magistral estilo de Gibbon, como por su erudición y precisión, pero sobre todo por el escándalo que causaron algunas de las tesis de la obra. En los capítulos XV y XVI del Libro I, Gibbon abordó la historia del cristianismo temprano, en la que rechazó muchos de los mitos y exageraciones de los apologistas cristianos, y atribuyó al cristianismo parte de la responsabilidad de la decadencia cívica romana.
En la segunda fase de la obra, redactada entre 1783 y 1789, Gibbon escribió los Libros IV, V y VI, en los que aborda la historia del Imperio romano de Oriente hasta la caída de Constantinopla en 1453. Para entonces, con un prestigio cimentado, la Historia de la decadencia y caída del Imperio romano tenía el éxito garantizado. Esta parte, alineada con la percepción negativa que la Ilustración tenían hacia el Imperio Bizantino y la Edad Media, causó menos polémica, aunque ha sido objeto de numerosas críticas por la historiografía posterior.
Desde el momento de su publicación, el Decline and Fall de Gibbon se convirtió en un clásico historiográfico y literario. A lo largo del siglo XIX conoció numerosas ediciones, y su estatus de clásico literario estaba tan cimentado que en Nuestro común amigo (1864-1865) Charles Dickens hace que uno de sus personajes contrate a otro a fin de educarse con la lectura del Decline and Fall, que emplea como paradigma de obra erudita y de alta cultura.
La obra fue completa o parcialmente traducida rápidamente a otros idiomas. Luis XVI empezó a traducir el primer libro de la obra en 1776, pero desistió al llegar al polémico capítulo XV. La traducción al francés de los primeros tres libros, a cargo del secretario personal de Luis XVI, Nicolas-Marie Leclerc de Sept-Chênes (1751-1788), apareció finalmente en 1777, y fue la base de la primera traducción al italiano de la obra, publicada en 1779. Gibbon no aprobaba esta traducción, poco fiel al original y abiertamente hostil a muchas de las tesis de Gibbon, quejándose de que "daña el carácter del autor mientras propaga su nombre." La traducción francesa de los siguientes tres libros fue acometida por Desmuniers y Cantwell, pero la empresa se vio ralentizada por el estallido de la Revolución Francesa, y el producto final, lleno de omisiones, fue de escaso valor. Finalmente, fue François Guizot quien en 1812 publicó la primera traducción fiel y completa del Decline and Fall, con anotaciones y comentarios adicionales. Por su parte, el historiador alemán Friedrich August Wilhelm Wenck publicó la primera traducción alemana del Decline and Fall en 1779 (Geschichte Des Verfalls Und Untergangs Des Römischen Reichs), con numerosas anotaciones que han servido de base para posteriores ediciones críticas de la obra. Aunque Gibbon nunca leyó esta traducción, sí que afirmó de ella "ojalá estuviera en mi mano leer [la traducción alemana], que es alabada por los mejores jueces." Una nueva edición italiana, publicada en 1830, estuvo basada en una edición abreviada de la primera parte de la obra preparada por William Smith. Varios capítulos de la obra fueron traducidos y publicados de manera independiente a numerosos idiomas, entre ellos el famoso capítulo XLIV sobre el derecho romano. La primera y hasta el momento única traducción íntegra al castellano de la obra fue publicada en 1842 por José Mor de Fuentes; aunque no distorsiona el contenido, Mor de Fuentes empleó un lenguaje arcaizante poco fiel al de Gibbon. La primera edición crítica en inglés, preparada por el historiador eclesiástico Henry Hart Milman, apareció en 1838. Entre 1898 y 1925 John Bury preparó una versión anotada completa de la obra, que ha servido de base otras ediciones modernas como la editada por Hugh Trevor-Roper en 1993–1994.

### Temas
La obra señala un paralelismo implícito entre dos imperios en declive, el Imperio romano y el propio Imperio Británico, que en la época de publicación del libro se hallaba inmerso en plena Guerra de Independencia de los Estados Unidos, y que en su historia reciente había sufrido sonadas derrotas (Guerra del Asiento, pérdidas territoriales europeas en la Guerra de los Siete Años,...). Estas derrotas, junto con una percepción muy negativa de la Administración británica de la época (corruptelas, sinecuras, crisis de liderazgo en el Parlamento Británico, la crisis de 1772,...) habían acabado por convencer a la opinión pública británica de la decadencia de su propio imperio. Gibbon examinó la disolución del Imperio Romano desde un marco teórico muy próximo al debate público británico de esa época, centrado en criticar los vicios, la tiranía y la corrupción del gobierno británico. De hecho, los temas de la virtud —que según Gibbon la sociedad romana perdió tras los Antoninos, a consecuencia en parte del cristianismo—, la libertad —perdida con la instauración del régimen imperial de la mano de "el taimado Octaviano"— y la corrupción —surgida por la pérdida de las anteriores—,  que constituyen el núcleo temático central de la Historia de la decadencia y caída del Imperio romano, son auténticos legados de la antigua Roma que el Renacimiento y sobre todo la Ilustración vinieron a recuperar y reformular, y eran muy frecuentes no ya en los círculos intelectuales ilustrados de la Inglaterra de la época a los que Gibbon pertenecía, sino que estaban en boca de buena parte del público. Ello, entre otros aspectos, sitúa a la obra en plena Ilustración, dentro de la cual, por otro lado, vendría a ser una de las obras más representativas. En efecto, La Historia destacará por abordar y juzgar la historia romana empleando los ideales ilustrados (agnosticismo, escepticismo, racionalismo,...), planteando un enfoque histórico-filosófico inédito hasta entonces.

## Características de la obra

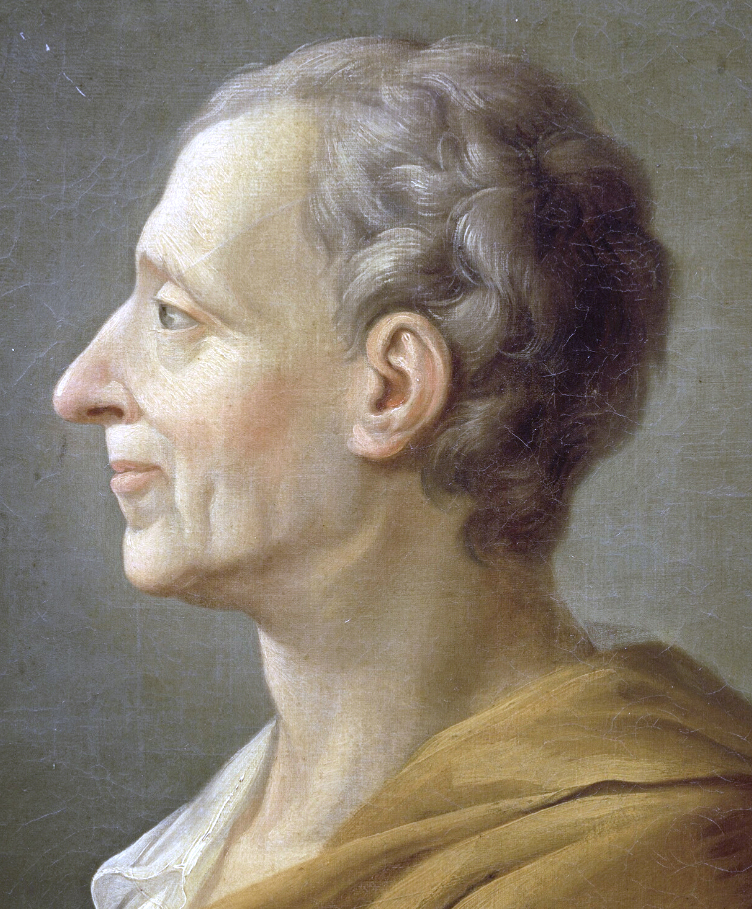
Montesquieu, autor de Considérations sur les causes de la grandeur des Romains et de leur décadence (1734), obra que influyó profundamente en Gibbon.

A lo largo de la obra, Gibbon ofrece un estudio pormenorizado de la evolución política, militar, social y económica del Imperio Romano desde la etapa Antonina hasta la caída de Constantinopla. Gibbon escribió la obra en dos fases que se refleja en la estructura de su Historia: la primera entre 1776 y 1781, y la segunda entre 1788 y 1789.
En la primera fase de su redacción, Gibbon abarca un período de unos 300 años, desde la dinastía Antonina en torno al año 180 hasta el final del imperio de Occidente, hacia el año 480. Esta parte es la más celebrada de la obra, y la más detallada.
En la segunda mitad, Gibbon estudia la historia del imperio de Oriente desde el reinado de Arcadio (r.395-408) hasta la caída de Constantinopla en 1453, un período que abarca más de 1000 años. En esta parte Gibbon, menos cómodo con las fuentes griegas que con las latinas, y con acceso limitado a muchas fuentes medievales escritas en otros idiomas que investigaciones posteriores han revelado, se ve a menudo obligado a resumir u omitir muchos detalles históricos.
Pese a todo, Gibbon concibió la obra como un todo coherente, insistiendo en la legitimidad del Imperio Bizantino como la continuación del Imperio Romano. Igualmente, a lo largo de las dos partes, Gibbon ofrece una narrativa unificada: concibe tanto la caída del imperio de Occidente como la historia subsiguiente del Imperio bizantino como una continua e inevitable decadencia social, cultural y militar.

### Influencias
Gibbon defiende que el Imperio Romano cayó por la decadencia cívica de la propia sociedad romana, que fue incapaz de responder a las invasiones bárbaras que condujeron a la caída del Imperio. La tesis decadentista de Gibbon se vio motivada en buena parte por consideraciones culturales que abundaban en el siglo XVIII. Como muchos contemporáneos, Gibbon era un admirador de las letras clásicas; al examinar los escritos de la antigüedad tardía, Gibbon percibía una carencia de originalidad y una pobreza estilística que asociaba a una supuesta decadencia intelectual del Imperio Romano: por ejemplo, al comparar la obra histórica de Tácito con la de Amiano Marcelino remarca que «el lápiz tosco y poco distinguido de Amiano ha delineado sus sangrientas figuras con una precisión tediosa y repugnante», y al comparar la correspondencia de Plinio el Joven con la de Símaco, afirma que «la exuberancia de Símaco consiste en hojas estériles, sin frutos, e incluso sin flores. Pocos hechos, y pocos sentimientos, se pueden extraer de su verbosa correspondencia». Esta decadencia de las letras habría sido acompañada por la de las artes plásticas. Por ejemplo, al describir el Arco de Constantino, construido rápidamente en 315 con fragmentos de otros monumentos, Gibbon lamenta que para el reinado de Constantino no hubiera ya en Roma un escultor capaz de ejecutar un arco triunfal en estilo clásico, y lo describe como «un melancólico ejemplo de la decadencia de las artes». La aparente decadencia cultural de Roma había sido señalada por otros escritores previamente, y había engendrado la noción entre muchos intelectuales contemporáneos de que se debía a una decadencia moral de la sociedad romana. Esta tesis había sido articulada previamente por Montesquieu en su Considérations sur les causes de la grandeur des Romains et de leur décadence (1734), y Montesquieu seguía en ello las tesis decadentistas presentadas previamente por Bossuet en su Discours sur l'histoire universelle (1681), quien a su vez había basado sus opiniones en percepciones similares que se encuentran en las obras de humanistas y clasicistas como Boileau, Budé, o Poliziano. Gibbon había leído las obras de Montesquieu y de Bossuet, que defendían que la decadencia de Roma se debía a un patrón de continuo declive moral en la sociedad romana desde la instauración del Imperio.

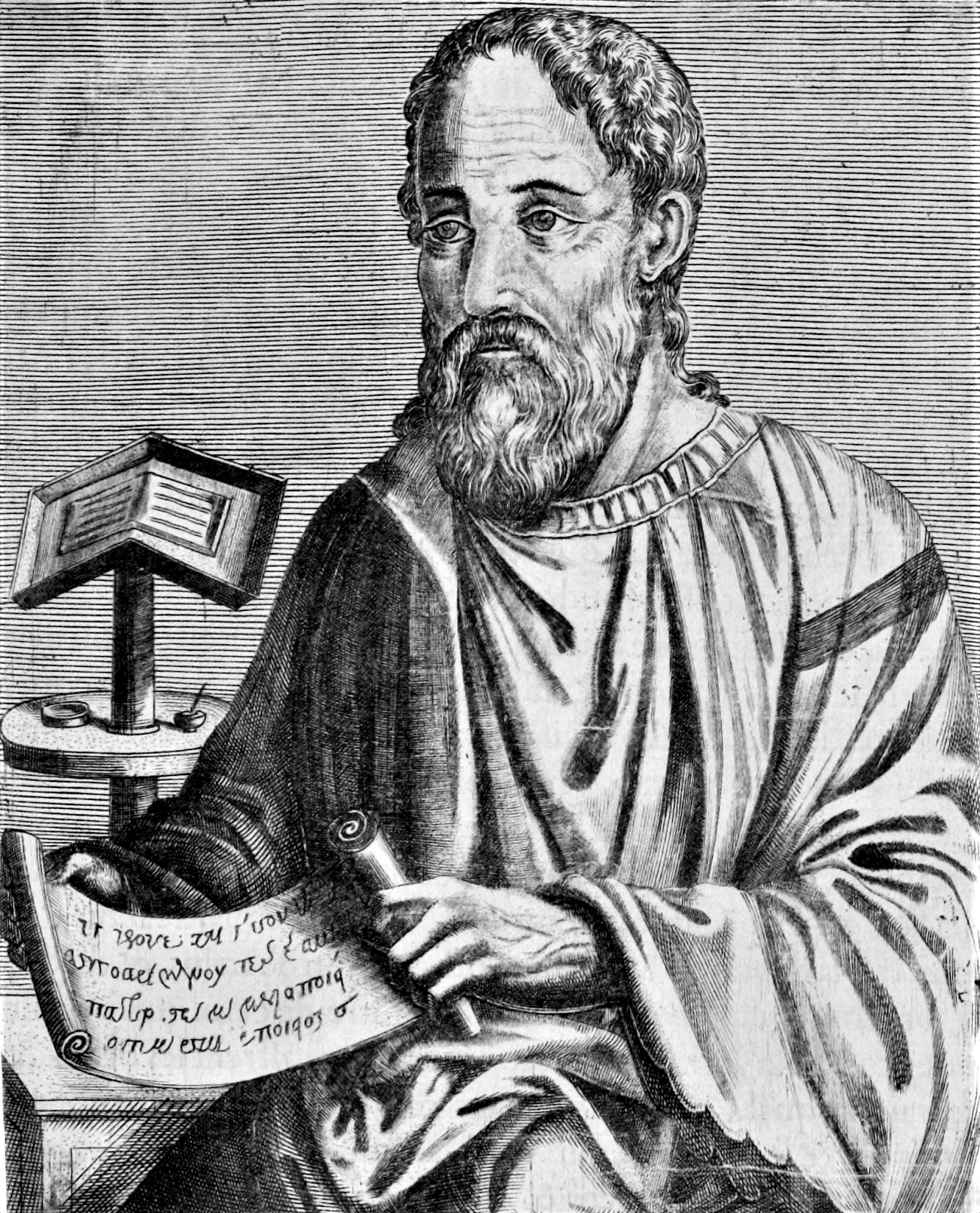
Eusebio de Cesarea, apologista cristiano del quien según Gibbon era "el peor historiador de la Historia."

A diferencia de estas dos obras, Gibbon no abunda en la supuesta decadencia de las artes, y centra la mayoría de sus conclusiones en el estudio de los registros históricos y las crónicas que tenían a su disposición los historiadores del siglo XVIII: principalmente, de las obras de los historiadores y moralistas romanos de los siglos IV y V. Estas últimas obras, entre cuyos autores se encuentran Amiano Marcelino, Macrobio, Vegecio, Aurelio Víctor, Zósimo, Hidacio o Jornandes, están caracterizadas por el pesimismo con el que veían desaparecer el orden romano de los siglos anteriores. Las opiniones de estos autores influirían directamente en Gibbon, que retrató la historia del Bajo Imperio romano como un descenso gradual a la barbarie.
La teoría decadentista de Gibbon estuvo asimismo muy influenciada por las opiniones morales y políticas de la Ilustración en lo concerniente al Medioevo. Como la mayor parte de los ilustrados, Gibbon suscribía las tesis de Voltaire, quien expresó abiertamente la teoría imperante en la Ilustración de que la Edad Media fue una "edad oscura" dominada por la superstición y la barbarie, e insistía en que sólo a su término con el Renacimiento resurgieron las artes y las letras. Voltaire y otros ilustrados achacaban esto a la desmedida influencia de la iglesia cristiana durante la Edad Media, que habría impuesto sobre Europa el gobierno de la ignorancia y el oscurantismo dominado por el clero, que la Ilustración de la que ellos eran miembros estaba en ese momento combatiendo. Gibbon, influido por estas tesis, se predispuso contra la religión organizada y analizó su influencia en la caída de Roma bajo el punto de vista que sus continuas luchas internas contra resultó en el triunfo de la barbarie y de la ignorancia («he descrito el triunfo de la barbarie y el cristianismo»). Por contraposición, Gibbon idealizaba el período republicano y el alto imperio como «el período más feliz de la historia de la humanidad», y atribuía esto al predominio de la moderación y de la libertad de una sociedad libre de ataduras doctrinales.
Sus prejuicios ilustrados contra la Edad Media se exponen sobre todo en la segunda parte de la obra, donde aborda la historia del Imperio Bizantino. Gibbon describe la historia de Bizancio como un proceso de gradual pero continua decadencia. Aunque las tesis decadentistas de Gibbon pudieran adaptarse a la historia del Imperio de Occidente, cuando las aplica a la historia del imperio de Oriente Gibbon se ve inmerso en profundas contradicciones. Fundamentalmente, Gibbon no es capaz de explicar satisfactoriamente por qué el imperio de Oriente perduró 1000 años más, y hasta experimentó períodos de gran prosperidad al tiempo que se erigía en el principal estado de la Europa cristiana. Como muchos otros escritores de la Ilustración, Gibbon no simpatizaba con el Imperio Bizantino, que percibía como corrupto, decadente y extemporáneo. Siguiendo las opiniones intelectuales de su tiempo, Gibbon informa su pobre opinión del Imperio Bizantino basándose en una valoración muy pobre de la literatura bizantina, llegando a afirmar:

[Los bizantinos] albergaban en sus manos sin vida las riquezas de sus padres, sin heredar el espíritu que había creado y mejorado ese patrimonio sagrado: leían, alababan, compilaban, pero sus almas lánguidas parecían incapaces de pensar y de actuar. A lo largo de diez siglos, no hicieron ni un solo descubrimiento para exaltar la dignidad o promover la felicidad de la humanidad. Ni una sola idea fue añadida a los sistemas especulativos de la antigüedad, y una sucesión de pacientes discípulos se convirtió a su vez en los maestros dogmáticos de la siguiente generación servil. Ni una sola composición de historia, filosofía o literatura se ha salvado del olvido por la belleza intrínseca de su estilo o de su sentimiento, de la fantasía original o incluso de la imitación exitosa. En prosa, los escritores bizantinos menos ofensivos son absueltos de la censura por su simplicidad desnuda y sin pretensiones: pero los oradores, más elocuentes en su propia presunción, son los más alejados de los modelos que pretenden emular. En cada página nuestro gusto y nuestra razón son heridos por la elección de palabras gigantescas y obsoletas, una fraseología rígida e intrincada, la discordia de imágenes, el juego infantil de ornamentos falsos o inoportunos, y el penoso intento de elevarse, de asombrar al lector, y de envolver un significado trivial en el humo de la oscuridad y la exageración. Su prosa se eleva a la afectación viciosa de la poesía: su poesía se hunde por debajo de la planitud e insipidez de la prosa. Las musas trágicas, épicas y líricas fueron silenciosas y sin gloria: los bardos de Constantinopla rara vez se elevaron más allá de un acertijo o un epigrama, un panegírico o un cuento; olvidaron incluso las reglas de la prosodia; y con la melodía de Homero aún sonando en sus oídos, confunden toda medida de pies y sílabas en los impotentes acordes que han recibido el nombre de versos políticos o urbanos.
Edward Gibbon. Decline and Fall of the Roman Empire, Chapter LIII: Fate Of The Eastern Empire.—Part IV.

En este pasaje Gibbon expone sus propias contradicciones: acepta implícitamente la existencia de una abundante literatura bizantina, lo que debería haberle llevado a rechazar que Bizancio viviera bajo una supuesta edad oscura de ignorancia y superstición, pero insiste aun así en retratar este período como 1000 años de decadencia. Como hiciera con el Imperio Romano de Occidente, Gibbon liga la supuesta decadencia literaria de Bizancio a la supuesta decadencia o degeneración de una sociedad bizantina sometida a la «letargia de la servidumbre» impuesta por la tiranía de sus soberanos y el oscurantismo de la Iglesia («la superstición remachó sus cadenas»), afirmando de los griegos que «al pie del altar, prometieron su obediencia pasiva e incondicional a su gobierno y a su familia.» Así, aborda la historia del Imperio Romano de Oriente desde un punto de vista excesivamente negativo. En buena medida, esto se debía a que Gibbon no tenía acceso a muchas fuentes primarias (a menudo desconocidas en la época), ya que en el siglo XVIII no existía una literatura secundaria elaborada dedicada la historia bizantina. A falta de estudios detallados previos a partir de los cuales poder basar su propio relato, Gibbon estuvo obligado a depender en exceso de las obras de historiadores eclesiásticos y panegiristas bizantinos como Teófanes, Juan Damasceno, o Nicéforo de Constantinopla, centrados en la historia eclesiástica del Imperio, formada por luchas cristianas contra herejías como el arrianismo, el paulicianismo, el bogomilismo, o la iconoclastia; asimismo, estaba obligado a seguir la narrativa histórica de cronistas bizantinos como Procopio, Jorge Sincelo, Ana Comneno o Nicetas Coniata, con lo que Gibbon solo tenía una visión parcial de la historia bizantina, basada en excesiva medida en la historia eclesiástica del Imperio, y en los relatos sensacionalizados de las numerosas conspiraciones e intrigas cortesanas urdidas en la cúpula política del imperio de Oriente en distintos períodos de su historia. Esto reflejaba las carencias del propio Gibbon, que se sentía más cómodo con las fuentes latinas que con las griegas, y no tenía acceso a los numerosos registros y crónicas en otras lenguas cuyo estudio han contribuido posteriormente a revalorizar el Imperio Bizantino. Dependiendo sobre todo de obras latinas o de traducciones, a menudo de obras secundarias, la segunda parte de la obra de Gibbon es mucho menos detallada, y contiene numerosas omisiones y simplificaciones.
Finalmente, el marco teórico del que se vale Gibbon es producto de su propio tiempo. Influenciado por sus amigos Adam Smith y David Hume y otros intelectuales de su círculo como Samuel Johnson, sus percepciones históricas están casi siempre motivadas por consideraciones morales: valora a los sucesivos emperadores y estadistas sobre la base de sus virtudes y vicios públicos y privados, que contrapone a los éxitos o fracasos de sus políticas, y supedita la economía, la sociedad y la cultura a los asuntos cortesanos y militares. Presta mucha atención a los eventos militares y políticos, y aunque trata de evaluar las condiciones económicas y demográficas del Imperio, tarea muy complicada en el siglo XVIII por la falta de estudios técnicos al respecto. Igualmente, Gibbon está muy interesado en aspectos culturales y etnográficos, y dedica varios capítulos a estudiar las condiciones de vida y costumbres de los distintos pueblos bárbaros, desde escitas y hunos (cuyas condiciones de vida extrapola a las de las tribus turcas y mongolas que habitaban la estepa asiática en el siglo XVIII), pasando por las costumbres sociales de partos y sasánidas, las de las distintas tribus germanas y eslavas, hasta las de las tribus árabes, que aborda al estudiar el surgimiento del islam en la segunda parte de la obra.

### Manejo de las fuentes históricas
| No es sino con el más sincero pesar que debo despedirme de un guía preciso y fiel, que ha compuesto la historia de su propia época sin dar rienda suelta a los prejuicios y pasiones que suelen afectar a las mentes de los contemporáneos. Amiano Marcelino, que termina su útil obra con la derrota y muerte de Valente, recomienda el tema más glorioso del siguiente reinado al vigor juvenil y a la elocuencia de la nueva generación. La generación naciente no estaba dispuesta a aceptar sus consejos ni a imitar su ejemplo, y en el estudio del reinado de Teodosio, nos vemos reducidos a ilustrar la parcial narración de Zósimo con las oscuras insinuaciones de fragmentos y de crónicas, con el estilo figurado de la poesía o el panegírico, y con la precaria ayuda de los escritores eclesiásticos que, al calor de la facción religiosa, son propensos a despreciar las virtudes profanas de la sinceridad y la moderación. Consciente de estos inconvenientes, que seguirán envolviendo una parte considerable de la decadencia y caída del Imperio Romano, procederé con pasos inciertos y cautelosos.—Edward Gibbon. The Decline and Fall of the Roman Empire, Capítulo XXVI, 112-114 "Progreso de los Hunos - Primera Parte" |

Pese a sus prejuicios, Gibbon intenta ofrecer una visión equilibrada de la historia de Roma, tratando con cautela las diferentes fuentes históricas, que a menudo critica por falta de rigor. Favorece siempre que puede fuentes primarias como documentos, edictos o registros históricos, y prefiere recurrir cuando es posible a autores que fueron testigos o vivieron el período que relatan. Tiende a preferir las obras de historiadores o escritores moderados como Amiano Marcelino u Orígenes frente a las afirmaciones oblicuas y a menudo exageradas que se encuentran en las obras de apologistas o panegiristas como Teodoreto de Ciro, Sozomeno, Sócrates de Constantinopla o Eusebio de Cesarea. Es siempre abiertamente consciente de las limitaciones de sus fuentes, sobre todo cuando se ve obligado a recurrir a obras de cuestionable veracidad como la Historia Augusta, a los escritos de partes interesadas en los hechos, como las obras del emperador Juliano, del pagano Zósimo, o del apologista Eusebio de Cesarea, o a obras escritas muchos siglos después de los hechos, como las de Constantino Porfirogéneta, la Suda, o las crónicas de Teófanes. Trata de contrastar sus fuentes en todo momento, señalando contradicciones o hechos improbables. Por ejemplo, al discutir la invasión goda de Crimea en el siglo IV, afirma:

Tal vez deba disculparme por haber utilizado, sin escrúpulos, la autoridad de Constantino Porfirogéneta en todo lo relativo a las guerras y negociaciones de los quersonitas. Soy consciente de que se trata de un griego del siglo X y de que sus relatos de la historia antigua son a menudo confusos y fabulosos. Pero en esta ocasión su narración es, en su mayor parte, coherente y probable, y no hay mucha dificultad en concebir que un emperador pudiera tener acceso a archivos secretos, que habían escapado a la diligencia de los historiadores más mezquinos.
Edward Gibbon, Decline and Fall of the Roman Empire, Chapter XVIII: Character Of Constantine And His Sons.

En cuestiones de geografía prefiere guiarse por trabajos de viajeros contemporáneos que habían medido distancias o estudiado ruinas, obras que prefiere a los escritos de historiadores antiguos como Amiano Marcelino, que encuentra muy poco precisos pese a tratarlos como fuentes primarias. Es igualmente muy escéptico con las cifras de la demografía antigua y, sobre todo, con las cifras de soldados en las sucesivas batallas, que intenta a menudo estimar con base en consideraciones militares y demográficas. Cuando las tiene a su disposición disponibles, prefiere guiarse por pruebas arqueológicas o materiales como inscripciones, monedas y medallas, aunque los estudios de este tipo eran limitados en su época. En general, Gibbon es extremadamente riguroso, escéptico y detallado, aunque a veces se da a elucubraciones de cuestionable validez, como por ejemplo su identificación de San Jorge con el prelado Jorge de Capadocia.
Las fuentes de las que Gibbon hace uso sobre todo en la primera parte de la obra demuestran un dominio magistral de la literatura del Bajo Imperio Romano, que incluyen desde las antes mentadas crónicas moralistas hasta documentos que datan de la época imperial, e incluso, por primera vez en un historiador, monedas para valorar la importancia y las políticas de ciertos emperadores. El detalle y la cautela con las que las trata, valorando la importancia de cada documento en su contexto, señalan a Gibbon como el primer historiador moderno. Además, fue uno de los primeros en emplear la numismática como manera de datar reinados, sobre todo durante la Crisis del siglo III.

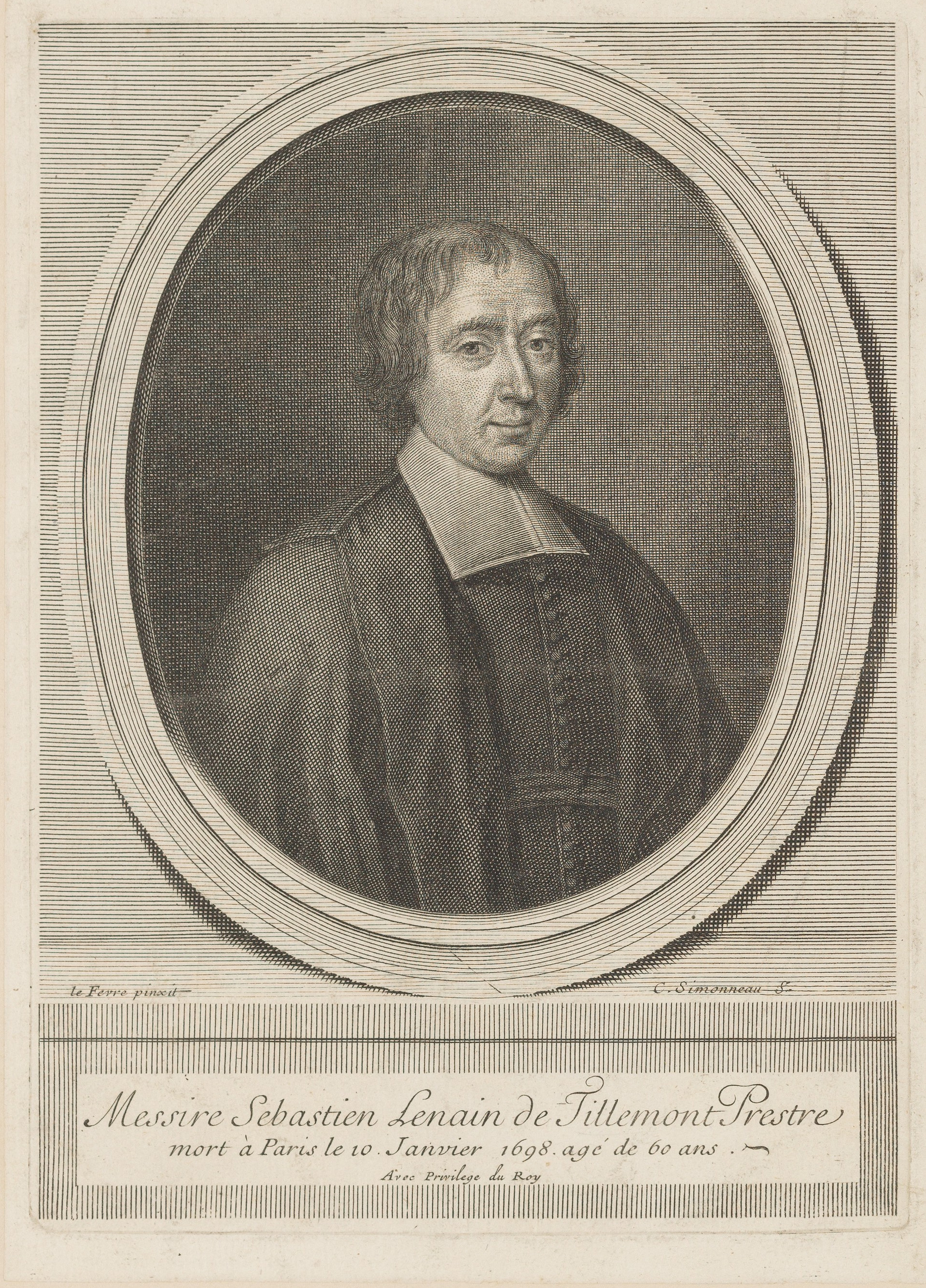
Louis-Sébastien de Tillemont, historiador eclesiástico francés cuya obra, en la que proporcionaron análisis críticos de las fuentes originales, Gibbon cita con frecuencia.

Gibbon trató de extender el rigor con el que abordó la caída del Imperio de Occidente y sus fuentes a la historia del Imperio Bizantino. Por ejemplo, persiste constantemente en su insistencia en contrastar fuentes y en valorarlas. Sin embargo, en la segunda parte de su obra Gibbon ve sometido a considerables limitaciones. Por un lado, no manejaba con igual comodidad las fuentes griegas y bizantinas, y no tuvo acceso directo a muchas de ellas, dependiendo de traducciones o resúmenes. Los estudios bizantinos de su época estaban muy poco avanzados, y Gibbon no tenía acceso a una genealogía de las distintas fuentes de las que dependían grandes crónicas bizantinas como las de Teófanes y Jorge Sincelo, Constantino Porfirogéneta, o Juan Cantacuceno. Así, mientras que al estudiar el Bajo Imperio Gibbon podía recurrir a una extensa literatura secundaria dedicada a investigar a fondo en el origen de muchas de las afirmaciones de cronistas posteriores (por ejemplo, las obra de Tillemont), al abordar la historia de Bizancio se ve a menudo obligado a aceptar la narrativa de cronistas e historiadores bizantinos, típicamente centrada en intrigas cortesanas o en disputas teológicas. Más aún, con frecuencia Gibbon depende de estudios secundarios recientes, sobre todo en lo concerniente a la historia de los pueblos vecinos al propio Imperio Bizantino. Su biografía de Mahoma y muchos de los datos concernientes a la Arabia preislámica, por ejemplo, está tomada casi íntegramente de la obra del orientalista Edward Pococke (1604-1691). Los prejuicios que Gibbon muestra contra los pueblos árabes están netamente basados en las opiniones de sus contemporáneos, y no en ningún hecho histórico concreto. Sus estudios de la historia de Persia están por su parte basados o en crónicas romanas, o en estudios de orientalistas de su época, y en general trata al Imperio Persa con un respeto que no extiende al Imperio Turco. Igualmente, es muy limitado su manejo de fuentes eslavas, armenias y búlgaras, y ofrece una imagen muy imprecisa de estos pueblos; al abordar las Cruzadas, depende casi por entero de las obras de cronistas occidentales como Guillermo de Tiro, y desprecia las de bizantinos contemporáneos como Ana Comneno, que le parecía pretenciosa, interesada y arcaizante. En general, aunque Gibbon hizo todo lo que pudo para recopilar fuentes primarias, a menudo se ve limitado por su falta de acceso y de conocimiento de lenguas orientales y eslavas.
Pese a estas limitaciones, el historiador John Bury, quien 113 años después escribiría su History of the Later Roman Empire, hizo uso de las investigaciones de Gibbon como punto de partida para su obra, señalando la increíble profundidad y exactitud de Gibbon. Es algo destacable, de hecho, que la obra de Gibbon sea muy habitualmente el punto de partida de las investigaciones históricas del período que tratan: al contrario de muchos historiadores contemporáneos suyos (entre los que destacan David Hume, Montesquieu, incluso Oliver Goldsmith escribió una Historia de Roma,...), Gibbon no quiso contentarse con emplear fuentes secundarias en su obra, y trató en todo momento de recurrir a fuentes primarias, haciendo un uso tan exacto de ellas que muchos historiadores modernos aún citan su obra como la referencia fundamental en lo concerniente al Imperio romano de Occidente. «Siempre he tratado», escribió Gibbon, «de beber de la cabecera del río; mi curiosidad, al igual que mi sentido del deber, siempre me ha urgido a estudiar los originales; y si alguna vez estos han eludido mi búsqueda, he señalado con cuidado esas evidencias secundarias de las que algún pasaje o hecho estaban forzados a depender».

## Tesis de Gibbon

### Causas de la caída de Roma
Según Gibbon, el Imperio romano sucumbió a las invasiones bárbaras principalmente debido a la pérdida de las virtudes cívicas tradicionales romanas por parte de sus ciudadanos. Los romanos se habrían vuelto débiles, delegando la tarea de defender el Imperio en mercenarios bárbaros que se hicieron tan numerosos y arraigados en el Imperio y sus estructuras que fueron capaces de tomarlo al fin. Según Gibbon, tras la caída de la República los romanos habían progresivamente perdido el deseo de vivir una vida militar, más dura y "viril", al modo de sus antepasados. Ello habría llevado al abandono progresivo de sus libertades a favor de la tiranía de los Césares, y habría conducido a la degeneración del ejército romano y de la guardia pretoriana. De hecho, Gibbon ve como primer catalizador de la decadencia del imperio a la propia Guardia Pretoriana, que, instituida como una clase especial y privilegiada de soldados acampada en la propia Roma, no cesó de interferir en la administración del poder. Ofrece continuos ejemplos de la injerencia de esta guardia, que él llamó "las huestes pretorianas", cuya "furia licenciosa fue el primer síntoma y causa primera de la decadencia del Imperio romano", poniendo de manifiesto los calamitosos resultados de dicha injerencia que, al incluir varios asesinatos de emperadores y demandas continuas de mejores soldadas que el erario no podía sobrellevar, habrían desestabilizado al Imperio durante el siglo III.
Al abundar en las causas de la decadencia cívica, Gibbon encuentra un culpable en el cristianismo, que según él predicaba un modo de vida incompatible con el sostenimiento del Imperio. Argumenta que con el auge del cristianismo surgió la creencia en una existencia mejor tras la muerte, lo que fomentó una mayor indiferencia sobre el presente entre los ciudadanos romanos, haciendo que desapareciera su deseo de sacrificarse por el Imperio. El pacifismo cristiano habría acabado con el espíritu marcial que había dominado la sociedad romana, y la intolerancia de los cristianos para consigo mismos y para con los demás habría sido una fuente continua de inestabilidad. Gibbon, como muchos otros intelectuales ilustrados, veía la Edad Media como una edad oscura llena de superstición conducida por el clero, y creía que no había sido hasta la Edad de la Razón cuando la Humanidad pudo recobrar el progreso comenzado en la Edad Antigua. Curiosamente, al plantear el supuesto pacifismo cristiano y su desinterés por la vida terrena, Gibbon y sus coetáneos se estaban haciendo eco de los textos de la apologética cristiana de los siglos III-V d. C., en la que tales puntos de vista son muy frecuentemente justificados y ensalzados: es común hallar apólogos cristianos de la época en los que se compara el belicismo y la violencia de los romanos paganos con el pacifismo y la virtud de los cristianos mártires.

#### Tesis y críticas
Gibbon plantea principalmente una teoría decadentista, en el sentido de que ve como causas primeras de la caída del Imperio a problemas endógenos (la decadencia cívica de Roma). Sin embargo, su explicación es también decaísta, en el sentido de que ve como causa final de la caída de Roma a problemas exógenos (las invasiones bárbaras).
Según Gibbon, la decadencia de Roma emerge de la propia sociedad romana, incapaz de mantener las virtudes públicas que habían propiciado el auge romano durante la República. Gibbon describe una sociedad con un marcado desinterés por los asuntos públicos, algo que él achaca en primera instancia a la propia constitución del régimen imperial, que limitó la libertad de acción política y que disuadía cualquier intento de oponerse a los intereses del emperador.
La decadencia cívica se ve acompañada de la creciente influencia militar en el gobierno del imperio. A partir del ascenso de Septimio Severo al trono, Gibbon retrata como los emperadores comenzaron a depender cada vez más abiertamente del apoyo de las legiones y de la guardia pretoriana para establecer su poder, hasta que tras el asesinato de Alejandro Severo las legiones usurparon completamente la potestad de nombrar emperadores del Senado romano. La creciente interferencia militar en el gobierno del Imperio condujo según Gibbon a un desplazamiento de las élites romanas, con un Senado débil, desprestigiado y sometido a continuas purgas políticas, inestabilidad, y a todo tipo de cargas financieras durante la Crisis del Siglo III. Esto convirtió la participación en los asuntos públicos en algo tremendamente arriesgado para la seguridad personal de senadores y magistrados, cuya influencia decayó a favor de militares y señores de la guerra; de hecho, según Gibbon muchos de los estadistas y emperadores del siglo III provenían de familias de "oscuros orígenes." Para el reinado de Diocleciano, el desprestigio de las élites romanas es tal que el emperador abandona toda pretensión de ser un agente del Senado, desplaza la capital política del imperio de la ciudad de Roma, e instaura un régimen caracterizado por el "lujo asiático" y el absolutismo del poder del emperador. El resultado fue una sociedad civil "servil" e interesada sobre todo en obtener los favores del poder, sin ninguna altura de miras ni ímpetu por mejorar el estado. Finalmente, Gibbon asocia esta pérdida de virtudes públicas al triunfo del cristianismo, más interesado en perpetuar su propia influencia y en combatir sus propias controversias doctrinarias que en el bienestar del estado, y que promovía abiertamente el desinterés de sus creyentes por las armas y los asuntos terrenales a favor de las promesas de la salvación del alma. Gibbon asocia esta decadencia cívica a las crecientes dificultades del Imperio para reclutar soldados entre sus propios ciudadanos, lo que lo obligó a depender cada vez más de auxiliares bárbaros de escasa lealtad o de reclutamientos forzosos, todo lo cual tuvo un grandísimo coste para las finanzas públicas.
Igualmente, Gibbon critica las reformas administrativas y las políticas militares de Constantino y sus sucesores. Alarmados por los continuas alzamientos militares y el poderío de las legiones durante el siglo III, los emperadores tardíos decidieron debilitar las legiones fraccionándolas, reduciendo el número de efectivos y limitando la profesionalización del ejército al relajar la disciplina militar. Aunque esta políticas redujo el número de revueltas militares que habían desestabilizado el imperio durante el siglo III y moderó la influencia de la casta militar, Gibbon defiende que a medio plazo debilitaron militarmente al Imperio, y que propiciaron el colapso militar del mismo frente a las tribus germánicas. Las reformas administrativas de Diocleciano y de Constantino reorganizaron el Imperio, dividiéndolo entre varios soberanos, cercenando las provincias en varias diócesis más pequeñas, y aboliendo las antiguas magistraturas romanas a favor de una gran cantidad de cargos burocráticos intermedios nombrados directamente por las distintas cortes imperiales, cuyo número se cuadruplicó durante la Tetrarquía. Gibbon discute el establecimiento una burocracia mucho más extensa y corrupta, puesto que cada gobernador provincial fue dotado con una auténtica corte y numerosos cargos y sinecuras, a la que Constantino añadió además los cargos eclesiásticos. Estas reformas fueron muy onerosas para las provincias y conllevaron un incremento excesivo del gasto público; a fin de sufragar los crecientes gastos del estado, se aprobaron nuevos impuestos agrícolas, comerciales y de capitación que contribuyeron a la despoblación del campo y el empobrecimiento de las ciudades. Igualmente, con una corte sometida a los designios de favoritos, arribistas y eunucos, se generalizó la corrupción por todo el Imperio.
Todo ello habría llevado al gradual abandono de los asuntos públicos y militares, y con el Imperio sometido a continuas invasiones bárbaras, éstas habrían acabado por llevar al Imperio de Occidente a su colapso. Gibbon defiende que así como el imperio de Oriente albergaba las provincias más ricas y pobladas del Imperio y a lo largo del siglo V estuvo gobernado por emperadores relativamente capaces que consiguieron salvaguardar sus fronteras frente las invasiones bárbaras y de los persas, el imperio de Occidente a partir de la muerte de Teodosio estuvo gobernado por una serie de emperadores débiles e incapaces de fortalecer el estado, más centrados en perpetuar su propio poder en el trono que en defender sus dominios, y que disponía de menos recursos para su propia defensa que Oriente.
La teoría de Gibbon no fue completamente novedosa. Una tesis decadentista-social (pérdida de la virtud cívica) de este tipo puede hallarse ya en las obra de Montesquieu y de Bossuet, y estaba bastante aceptada en la época. Sin embargo, Gibbon por primera vez incluye al Cristianismo dentro de la tesis decadentista, lo que causó gran polémica. Irónicamente, la polémica en torno a sus críticas al Cristianismo no se debió tanto al hecho de que atribuyó al mismo parte de la responsabilidad de la caída de Roma: Gibbon fue el blanco de las críticas debido sorbe todo a la polémica que causó sus críticas al martirio cristiano (cuya verosimilitud histórica cuestionó), a su visión negativa del emperador Constantino y, sobre todo, a su negativa a reconocer como totalmente verídicos los datos que los apologistas cristianos ofrecían respecto al cristianismo primitivo (son famosas sus críticas a Eusebio de Cesarea, al que se dice que denostó en privado llamándolo el peor historiador de la Historia). Por otro lado, Gibbon comenta un enfriamiento del clima europeo, al hacer notar cómo los bárbaros del norte cruzaban el Danubio helado en invierno para invadir el imperio, algo de lo que hoy en día jamás se ha oído: hay quien ha querido interpretar en esto que sugirió que el cambio climático pudo tener su parte en la caída de Roma, si bien Gibbon lo menciona como un hecho militar, y no lo investiga más. Finalmente, Gibbon se hace eco de muchas de las opiniones que la sociedad inglesa de la época tenía, sobre todo en lo referido a su concepción pesimista del poder político, la visión negativa del clero católico, el desprecio al arribismo social y al fanatismo religioso, las propias tesis decadentistas, su valoración positiva e idealizada de la época alto-imperial.

## Controversia de los capítulos XV y XVI
En los capítulos XV y XVI del Libro III del Decline and Fall, publicado a finales de 1781, Gibbon estudia el surgimiento del cristianismo y su establecimiento como principal religión del Imperio Romano. Mientras que los dos primeros Libros del Decline and Fall fueron bien recibidos y hasta admirados, la publicación de este tercer libro causó gran polémica. Esto se debió a que en él, Gibbon atacó virulentamente la historia oficial de la Iglesia cristiana, en especial uno de sus principales símbolos, el martirio y las persecuciones cristianas, tachándolo de mito interesado. Gibbon cuestiona abiertamente la credibilidad de los apologistas cristianos de los siglos III y IV, señalando las profundas contradicciones de sus relatos, y emplea una fina ironía para desarmar muchos de los mitos y supuestos milagros que dichos apologistas emplean como pruebas de su fe. Por ejemplo, cuando comenta el supuesto eclipse solar durante el calvario de Jesús de Nazaret:

¿Mas cómo podemos perdonar la indiferente negligencia del mundo pagano y filosófico, pese a lo que le fue mostrado, no a su entendimiento, sino a sus sentidos? Durante la época de Cristo y sus apóstoles, y sus dos  primeros discípulos, la doctrina que ellos profesaban era confirmada por innumerables prodigios: los cojos caminaban, los ciegos veían, los enfermos eran curados, los muertos resucitaban, los demonios eran exorcizados y las leyes de la Naturaleza eran frecuentemente suspendidas en beneficio de la Iglesia. Y aun así, los sabios de Roma y de Grecia se desinteresaban de este increíble espectáculo y, prosiguiendo con sus ocupaciones normales de vida y estudio, parecían ignorar todas aquellas alteraciones de la moral y del gobierno material del mundo. Durante el principado de Tiberio, el mundo entero, o por lo menos una celebrada provincia del Imperio romano, estuvo envuelta en una oscuridad sobrenatural, y sin embargo, este evento milagroso, que debiera haber despertado la curiosidad y la devoción de toda la humanidad, pasó sin pena ni gloria en una época de ciencia y de historia. Aconteció durante la vida de Séneca y de Plinio el Viejo, que deberían de haber experimentado los efectos inmediatos, o haber recibido la información más privilegiada del prodigio. Cualquiera de estos filósofos recogieron detalladamente los más diversos fenómenos de la naturaleza y del clima: terremotos, tormentas, cometas o eclipses, eventos que su curiosidad infatigable no dejó de recopilar. Aun así, ambos omitieron cualquier mención al mayor fenómeno que todo mortal de este mundo desde la Creación jamás haya podido observar.
(Capítulo XV)

Para Gibbon, los escritos de la Iglesia pasarían a ser fuentes secundarias y extremadamente parciales, que despreciaría frente a las fuentes primarias del período que estaba estudiando. Gibbon reduce las persecuciones cristianas a un tamaño muy moderado y a coyunturas puntuales. De acuerdo con Gibbon, los paganos romanos fueron mucho más tolerantes con los cristianos que lo que fueron los cristianos entre ellos, especialmente una vez se convirtieron en la religión oficial. El número de muertos de manos de los cristianos en sus persecuciones internas fue mucho mayor que los que produjeron las persecuciones instigadas por el poder Romano. Gibbon estimó que el número de cristianos ejecutados por otras facciones cristianas excedía el de todos los mártires que durante tres siglos murieron en el martirio a raíz de las sucesivas persecuciones contra los cristianos. Esto además contradecía la historia oficial de la Iglesia, según la cual el cristianismo triunfó en buena medida porque se ganó los corazones y las mentes de la gente gracias sobre todo al inspirador ejemplo ejercido por los mártires. Gibbon demostró que la costumbre de la Iglesia primitiva de tratar de mártir a cualquiera que confesara su fe ayudó a inflar las filas de los mismos: sin más que comparar dichas cifras con las de las persecuciones modernas (guerras de religión,...), Gibbon demostró lo exagerada que era dicha cifra.

El sabio Orígenes, quien, a través de sus propias experiencias y sus amplias lecturas, era un profundo conocedor de la historia de los Cristianos, declara, en los términos más explícitos, que el número de mártires era ridículo. Su propia autoridad, ella sola, debería ser suficiente para acabar con ese imponente ejército de mártires, cuyas reliquias, sacadas en su mayor parte de las catacumbas de Roma, han llenado tantas iglesias, y cuyos maravillosos logros han sido el tema de tantos volúmenes de sagradas historias... Debemos concluir este capítulo con una melancólica verdad que se impone incluso a la mente más reluctante: que, incluso admitiendo, incondicionalmente y sin pregunta alguna, todo lo que la historia ha recogido o todo lo que la devoción ha inventado en lo referido al martirio, aún en ese caso, se ha de admitir que los Cristianos, en el transcurso de sus disensiones intestinas, se han infringido, con mucho, muchas más muertes los unos a los otros que las que experimentaron debido al celo de los infieles.
(Capítulo XVI)

De ahí, Gibbon examina las consecuencias cívicas de imponer el credo cristiano en la sociedad romana, y argumenta que el Cristianismo fue en parte responsable de la pérdida de virtudes cívicas romanas y, por medio de su prédica de sumisión e introspección terrenal, contribuyó a la imposición del despotismo y la tiranía en el Imperio. De este modo, Gibbon argumenta que el cristianismo contribuyó a la caída de Roma. Aunque se ha sugerido muchas veces que Gibbon culpa al cristianismo de la caída de Roma y lo convierte en la principal causa de su decadencia, esto dista mucho de ser cierto: para Gibbon, no fue el cristianismo, sino el desmantelamiento de la sociedad republicana que había dado a luz al Imperio lo que llevó a la decadencia de Roma, y la caída se precipitó por las invasiones bárbaras.

##### Consecuencias
Estas afirmaciones causaron gran polémica. Gibbon fue denostado como un «pagano» y un «descreído.» Gibbon había sido anglicano, luego católico, de nuevo protestante, y finalmente agnóstico; James Boswell llegó a sugerir que sólo le faltaba hacerse mahometano. Elizabeth Montagu y Fanny Burney recogieron afirmaciones al efecto de que pese a haber admirado los dos primeros libros del Decline and Fall, jamás los habrían leído de haber sabido que el tercer volumen iba a ser una obra tan impía, algo compartido por Samuel Johnson. El Decline and Fall fue incluido en el Índice de Libros Prohibidos.
Tras la publicación del Libro III, salieron a la luz numerosos escritos criticando la obra, y Gibbon se vio forzado a defender su trabajo con réplicas. Los ataques más vigorosos se centraron en el tratamiento que hacía del cristianismo, pero los ataques a Gibbon eran a menudo muy personales, y la presión social a la que se vio sometido lo obligó a acabar los siguientes volúmenes en Lausana, donde podía trabajar en soledad. Fanny Burney, la esposa de un antiguo amigo, definió a Gibbon como un hombre «cuya única preocupación parece ser la de rendir pleitesía a la posteridad», y Boswell comentó abiertamente su aspecto físico «Gibbon es un tipo feo, afectado y asqueroso y me envenena el Club.»

## Críticas

### El cristianismo como causa de la caída y de la inestabilidad
En palabras del propio Gibbon:

En tanto en cuanto la felicidad en una vida futura es el gran objetivo de esta religión, podemos aceptar sin sorpresa ni escándalo que la introducción —o al menos el abuso— del Cristianismo tuvo una cierta influencia en la decadencia y caída del Imperio romano. El clero predicó con éxito doctrinas que ensalzaban la paciencia y la pusilanimidad; las  antiguas virtudes activas [virtudes republicanas de los romanos] de la sociedad fueron desalentadas; los últimos restos del espíritu militar fueron enterrados en los claustros: una gran proporción de los caudales públicos y privados se consagraron a las engañosas demandas de caridad y devoción; y la soldada de los ejércitos era malgastada en una inútil multitud de ambos sexos [frailes y monjas, esta opinión sobre ellos era habitual en el público inglés del s. XVIII] capaz sólo de alabar los méritos de la abstinencia y la castidad. La fe, el celo, la curiosidad, y pasiones más terrenales como la malicia y la ambición, encendieron la llama de la discordia teológica. La Iglesia —e incluso el estado— fueron distraídas por facciones religiosas cuyos conflictos eran muchas veces sangrientos, y siempre implacables; la atención de los emperadores fue desviada de los campos de batalla a los sínodos. El mundo romano comenzó, pues, a ser oprimido por una nueva especie de tiranía, y las sectas perseguidas se convirtieron en enemigos secretos del estado.

Y sin embargo, un espíritu partidista, no importa cuán absurdo o pernicioso, puede ser tanto un principio de unión como de desunión. Los obispos, desde ochocientos púlpitos, inculcaban al pueblo los deberes de la obediencia pasiva buscada por el legítimo y ortodoxo emperador; sus frecuentes asambleas y su perpetua correspondencia los mantenían en comunión con las más distantes iglesias; y el temperamento benevolente de los Evangelios fue endurecido, aunque confirmado, por la alianza espiritual de los católicos. La sagrada indolencia de los monjes era con frecuencia abrazada en unos tiempos a la vez serviles y afeminados; pero si la superstición no había supuesto el fin de los principios de la República, estos mismos vicios [la servilidad y el afeminamiento] habrían llevado a los indignos romanos a desertar de ellos. Los preceptos religiosos son fácilmente obedecidos por aquellos cuyas inclinaciones naturales les llevan a la indulgencia y la santidad; pero la pura y genuina influencia del Cristianismo puede hallarse, si bien de forma imperfecta, en los efectos que el proselitismo cristiano tuvo sobre los bárbaros del norte. Si la decadencia del Imperio romano se había acelerado con la conversión de Constantino, al menos su religión victoriosa redujo en algo el estrépito de la caída, y rebajó el feroz temperamento de los conquistadores.
Edward Gibbon, Historia de la decadencia y caída del Imperio Romano, Capítulo XXXVIII: Reinado de Clovis - Parte VI, 511.

Historiadores como David S. Potter y Fergus Millar han negado que la caída del imperio se produjera a consecuencia de una especie de letargia producida por la adopción del cristianismo como religión oficial. Según ellos, ese punto de vista es «vago» y carece de gran evidencia que lo sustente. Otros, como J.B. Bury, quien escribió una historia del Bajo Imperio romano (History of the Later Roman Empire, from the Death of Theodosius I to the Death of Justinian; Londres, 1923), afirmaron que no existe evidencia alguna, más allá de los escritos de unos cuantos moralistas de la época, con respecto a la apatía de la que habla Gibbon.
La teoría de Gibbon no es la más popular en los tiempos modernos: en la actualidad, se tiende más a analizar los factores económicos y militares que influyeron en la decadencia y caída, si bien es relativamente habitual mencionar al cristianismo como una causa subyacente, sobre todo por la inmensa corrupción política que supuso. Historiadores como Henri-Irénée Marrou en su Décadence romaine ou Antiquité Tardive? (¿Decadencia romana o Antigüedad Tardía?) niegan incluso las tesis decadentistas, al señalar que el así llamado fin del Imperio romano fue una época de renacimiento en los campos espiritual, político y artístico, notablemente con la aparición del arte prerrománico y del primer arte bizantino. Para Pierre Grimal, «La civilización romana no está muerta, sino que da a luz a algo distinto de sí misma, asegurando su supervivencia».

### El Imperio bizantino
Gibbon es con frecuencia acusado de despreciar el Imperio Bizantino en la segunda parte del Decline and Fall. Según Gibbon, la historia del Imperio Bizantino fue «un relato tedioso y uniforme de debilidad y miseria. En el trono, en el campo, en las escuelas, buscamos, quizá con infructuosa diligencia, los nombres y personajes que merecen ser rescatados del olvido.» Estos prejuicios estaban informados por dos aspectos cruciales que influenciaron la composición del Decline and Fall: la Ilustración, y el acceso que Gibbon tuvo a fuentes historiográficas concernientes al Imperio de Oriente.
El clima intelectual del siglo XVIII distaba mucho de ser favorable al Imperio Bizantino, que Gibbon a menudo retrata como el Imperio de los griegos más que una continuación del Imperio Romano. Para las clases educadas de la Europa de la Ilustración, el estado más admirable de la antigüedad clásica era la República Romana, en la que escritores como Cicerón, Catón o Virgilio enfatizaban valores propios de la ilustración como la autonomía personal, la libertad y la defensa de los ideales propios. Siguiendo las opiniones de los propios romanos (en particular, la de Virgilio en su cuarta bucólica), para Gibbon y muchos ilustrados los griegos eran objeto de admiración pero, a la vez, de desconfianza. Estos recelos contra los griegos clásicos se convertían en abierto desprecio hacia Bizancio, que era percibido a la vez como una prolongación del «afeminamiento y molicie» del Bajo Imperio, y como la máxima expresión del oscurantismo clerical, el triunfo de la superstición y de la intolerancia cristianas. Estas opiniones no eran exclusivas de Gibbon. En su tratado de 1734 sobre la caída de Roma, Montesquieu afirmó por ejemplo que «la historia del Imperio griego no es más que un tejido de rebeliones, sediciones y traiciones.» Voltaire, expresando opiniones aún más duras, consideraba que «existe una historia aún más ridícula que la historia de Roma después de la época de Tácito: la historia de Bizancio. Esta colección sin valor no contiene más que declamaciones y milagros. Es una vergüenza para la humanidad.»
En un clima intelectual tan abiertamente hostil a Bizancio, Gibbon despliega su método histórico de una forma a menudo tendenciosa. Le encanta describir las discusiones teológicas de la Iglesia griega, que a menudo retrata con sarcasmo y con una abierta hostilidad hacia las órdenes monásticas. Pero su tratamiento de estas disputas teológicas dista mucho de ser imparcial. Por ejemplo, al relatar las disputas iconoclastas, solo recoge los argumentos a favor de las imágenes ofrecidos por Juan Damasceno y Teodoro Estudita, pero no hace ningún ademán de buscar o recoger los argumentos de los propios iconoclastas, pese a que podría haber tenido acceso a las obras del patriarca Nicéforo de Constantinopla, ni de contextualizar el por qué de la disputa, que presenta como un ejercicio de locura colectiva. Igualmente, al discutir el hesicasmo, sólo recoge el punto de vista hostil de Nicéforo Gregoras, que resulta ser favorable a las opiniones anti-monacales del propio Gibbon; en su fobia anti-monástica, Gibbon afirmaba que «los monjes sólo pueden excitar el desprecio y la lástima de los filósofos.» Su opinión de que el Imperio Bizantino vivía sumido en el despotismo de sus emperadores y el oscurantismo de la Iglesia estaba sobre todo informado por este tipo de disputas teológicas y por obras de cuestionable generalidad, como el tratado de Constantino Porfirogéneta sobre las ceremonias de la corte bizantina. Gibbon percibía estas interminables ceremonias como ejercicios de servilidad y sumisión despótica. Frente a este tipo de prejuicios, Gibbon nunca intentó recabar información sobre las costumbres legales del Imperio, la administración, la aristocracia y el ejército, o el funcionamiento del estado bizantino, que de hecho actuaban como contrapeso a los deseos de la Iglesia y del Emperador. El historiador Steven Runciman llegó a comentar que «la autocracia arrogante con súbditos serviles que Gibbon atribuye a Bizancio nunca existió.»
Estas limitaciones estaban en buena parte causadas por la carencia de fuentes históricas primarias concernientes al Imperio Bizantino en la época de Gibbon. El principal tratado historiográfico sobre el Imperio Bizantino que Gibbon tenía a su alcance era el Corpus Byzantinae Historiae (1645-1711), que recogía materiales primarios en griego junto a traducciones de los mismos al latín, a menudo muy inexactas o abreviadas. Con escasos conocimientos de griego, Gibbon a menudo dependía de estas traducciones o de las anotaciones a este corpus realizadas por Charles du Fresne du Cange y Philippe Labbé. En sí mismo, este Corpus sólo recogía crónicas y tratados disponibles en Europa occidental desde el Renacimiento, y ofrecía de este modo una visión muy parcial de la historia de Bizancio, centrada en los asuntos de la ciudad de Constantinopla y de la corte bizantina que habían sido de interés a cronistas cortesanos como León el Diácono, Anna Comnena, Nicetas Choniates, Jorge Paquimeres, etc, ofreciendo tratamientos centrados en los grandes asuntos de estado y de la corte imperial, pero muy superficiales en lo que respecta a los asuntos del resto del Imperio, que Gibbon a menudo ignora por completo. Gibbon completó este enfoque con compilaciones de historia eclesiástica como la Conciliorum Collectio Regia (1644), los anales eclesiásticos de César Baronio, y sobre todo la Institutionum historiae ecclesiasticae de Johann Lorenz von Mosheim, que cita con frecuencia. Las limitaciones de estas fuentes se debían a menudo a los pocos estudios historiográficos del período medieval: en el siglo XVIII, muchas obras claves de la historiografía bizantina eran desconocidas, como las crónicas de Miguel Psellos (publicadas por primera vez en 1874) o el Strategicon de Cecaumeno (descubierto en 1881). Igualmente, Gibbon no tenía acceso a fuentes primarias eslavas, armenias, árabes, ni turcas, y dependía enteramente de obras de escaso valor o plagadas de errores, como la Histoire de la Russie de Pierre Charles Levesque para todo lo concerniente a las relaciones entre Bizancio y los pueblos eslavos; o la Histoire generale des Huns de Joseph de Guignes para todo lo concerniente a las relaciones entre Bizancio y los pueblos de las estepas.
Las limitaciones de la segunda parte del Decline and Fall han sido objeto de numerosas críticas, y re-evaluaciones. Muchos historiadores posteriores como Steven Runciman o John Bury aunque aceptando las limitaciones historiográficas a las que Gibbon se enfrentaba, han señalado que es difícil que Gibbon hubiera superado sus prejuicios aun de haber tenido acceso a mejores fuentes, y que a menudo sus simplificaciones están más basadas en el desprecio que sentía hacia Bizancio que en la carencia de fuentes. El ejemplo más claro del desinterés de Gibbon por la historia de Bizancio es el capítulo 48 del Decline and Fall, con frecuencia considerado el capítulo más débil de toda la obra. En él, Gibbon rompe con la narrativa lineal que había seguido hasta ese momento y resume 500 años de historia bizantina por medio de una sucesión de evaluaciones muy breves y vagas de los reinados de todos emperadores que reinaron entre los siglos VIII y XIII; se limita a enumerar los hechos que considera más importantes sin prestar atención alguna a sus causas u origen, y a valorarlos con base en los supuestos vicios personales de los emperadores y a sus errores políticos. Esto le lleva a ofrecer un relato pobre, demasiado tendencioso y basado en cuestionables pruebas que, no obstante, fue tremendamente influyente: los estudios bizantinos no despegaron hasta casi 100 años después de la publicación del Decline and Fall en buena medida debido a la influencia de Gibbon, y aún en la actualidad están a menudo centrados en investigar las tesis de Gibbon, como el efecto de la organización militar, las disputas religiosas, o de las políticas cortesanas de Bizancio. Pese a todo, en la actualidad, frente a la postura de Gibbon, la historiografía ha revalorizado grandemente la historia bizantina.

## Traducciones al castellano
- La primera traducción al castellano, a cargo del escritor y traductor José Mor de Fuentes, apareció en 1842 con el título de Historia de la decadencia y ruina del Imperio Romano, editada por la imprenta de Antonio Bergnes de las Casas y Compañía, Barcelona.[78] Si bien Mor de Fuentes era un traductor de talento extraordinario, su estilo personal resulta más arcaico que el original de Gibbon. La editorial Turner la ha seguido editando hasta fechas recientes en varios volúmenes. Dado que tanto el original como la traducción están ya libres de derechos de autor, se puede descargar libremente.
  - Gibbon, Edward (2006). Historia de la decadencia y caída del Imperio Romano. Edición íntegra en cuatro volúmenes, traducción José Mor de Fuentes. Madrid: Editorial Turner.
    - Tomo I. Desde los Antoninos hasta Diocleciano; Desde la renuncia de Diocleciano a la conversión de Constantino. ISBN 978-84-7506-753-7.
    - Tomo II. Desde Juliano hasta la partición del Imperio; Invasores bárbaros. ISBN 978-84-7506-754-4.
    - Tomo III. Invasiones de los bárbaros y revoluciones de Persia; Aparición del Islam. ISBN 978-84-7506-755-1.
    - Tomo IV. El Imperio de Oriente y las cruzadas; Fin del Imperio de Oriente y coronación de Petrarca. ISBN 978-84-7506-756-8.
- Más de un siglo después se publicó la traducción de la edición abreviada de Dero A. Saunders con el título Historia de la decadencia y caída del Imperio Romano. Traductora: Carmen Francí. Alba Editorial, Barcelona, 2000. Saunders elimina casi todas las notas a pie de página del autor (que constituyen una cuarta parte del texto original) y algunos capítulos que, desde un punto de vista historiográfico, resultan ya obsoletos. La traducción recupera el estilo de Gibbon perdido en la traducción anterior. Editado también en fechas posteriores por RBA, Círculo de Lectores y Debolsillo, y reeditado por Alba en 2020 y 2024. En 2023 vería la luz otra edición abreviada, la de David Womersley, traducida por Francesc Pedrosa Martín y Cristina Martín Sanz para Editorial Gredos.
- Finalmente, en 2012 Ediciones Atalanta publicó una edición íntegra (respecto del corpus textual, aunque parcial al omitir traducir la mayor parte de las notas) en dos tomos en nueva traducción a cargo de José Sánchez de León Menduiña; fue reeditada en su quinta edición en 2021. 
  - Gibbon, Edward (2012, 2021). Decadencia y caída del Imperio Romano. Colección Memoria Mundi. Nueva traducción completa en dos tomos a cargo de José Sánchez de León Menduiña, cartoné. Vilaür: Ediciones Atalanta. ISBN 978-84-939635-7-6.
    - Volumen I (Quinta edición). 2021. ISBN 978-84-939635-0-7.
    - Volumen II (Cuarta edición). 2021. ISBN 978-84-939635-6-9.